# Sultân Ali Mirza Safavi
En 1488, Padeshah Ali Mirza Safavi  succède à son père Haydar Safavi en tant que chef de la Safavieh, un ordre religieux soufi du chiisme duodécimain.

## Biographie
Ali Mirza Safavi, également connu sous le nom de Soltan-Ali Safavi  (mort en 1494), est le fils de Cheikh Heidar et l'avant-dernier chef de l'ordre safavide. Se méfiant de son pouvoir politique, Ali Mirza est capturé par Aq Qoyunlu et passe plusieurs années en captivité dans le Fars avant d'être libéré en 1493 par le prince Rostam. Au cours de la période suivante, lui et ses hommes aident le prince à vaincre Baysonqor bin Yaqub. Un an plus tard, en 1494, percevant désormais l'ordre safavide comme une menace pour sa propre position, Rostam ordonne l'exécution d'Ali Mirza Safavi. Conscient de son destin, Ali Mirza Safavi désigne, peu avant sa mort, son frère Ismail comme son successeur. Ismail, à son tour, finit par fonder l'empire safavide, sous le nom de règne d' Ismail Ier (r. 1501-1524).